# Charles Farrell
Charles Farrell (Walpole, 9 augustus 1901 – Palm Springs, 6 mei 1990) was een Amerikaans film- en televisieacteur. Als filmacteur was hij vooral bekend van stomme films uit de jaren twintig en dertig. Verder is hij bekend geworden als romantisch tegenspeler van actrice Janet Gaynor in meer dan een dozijn films, waaronder Seventh Heaven (1927), Street Angel (1928) en Lucky Star (1929).

## Biografie

### Carrière
Farrell begon zijn acteercarrière als figurant voor Paramount Pictures. Hij speelde bijrollen in The Cheat (1915) met Pola Negri, The Hunchback of Notre Dame met Lon Chaney, Sr. en Cecil B. DeMilles The Ten Commandments (beide uit 1923). Hierna bleef hij kleine rollen spelen, tot hij een contract kreeg bij Fox Studios en de vaste tegenspeler van Janet Gaynor werd. Ze waren in 1927 voor het eerst samen te zien in Seventh Heaven. De film was een groot succes en maakte beide acteurs beroemd.
In tegenstelling tot veel collega-acteurs uit het tijdperk van de stomme film, had Farrell geen moeite de overstap te maken naar de geluidsfilm. Tot in de jaren vijftig bleef hij in films meespelen. Toen zijn populariteit op het witte doek echter duidelijk daalde, richtte hij zich op televisie. Van 1952 tot 1955 had hij een rol in de serie My Little Margie, samen met Gale Storm. In 1956 kreeg Farrell zijn eigen televisieprogramma: The Charles Farrell Show.
In de jaren zestig trad hij op in verschillende Britse series zoals Danger Man.

### Persoonlijk leven
Farrell trouwde op 14 februari 1931 met voormalig actrice Virginia Valli. Ze bleven getrouwd tot haar dood in september 1968.
Na met pensioen te zijn gegaan trok Farrell zich terug in het plaatsje Palm Springs. Hij opende hier samen met mede-acteur Ralph Bellamy de Palm Springs Racquet Club. In 1953 werd Farrell verkozen tot burgemeester van de gemeenschap; een positie die hij zeven jaar lang behield.
Farrell stierf aan de gevolgen van een hartaanval. Hij ligt begraven op het Welwood Murray Cemetery.

## Prijzen
Voor zijn bijdragen aan zowel de filmindustrie als televisieindustrie, kreeg Charles Farrell twee sterren op de Hollywood Walk of Fame, te weten op 7021 Hollywood Blvd. (films), en 1617 Vine Street (televisie).

## Filmografie
- The Cheat (1923)
- The Hunchback of Notre Dame (1923)
- Rosita (1923)
- A Woman of Paris (1923)
- The Ten Commandments (1923)
- The Golden Bed (1925)
- Wings of Youth (1925)
- The Love Hour (1925)
- The Freshman (1925)
- Clash of the Wolves (1925)
- Sandy (1926)
- A Trip to Chinatown (1926)
- Old Ironsides (1926)
- Seventh Heaven (1927)
- The Rough Riders (1927)
- Street Angel (1928)
- Fazil (1928)
- The Red Dance (1928)
- Lucky Star (1929)
- Happy Days (1929)
- The River (1929)
- Sunny Side Up (1929)
- City Girl (1930)
- High Society Blues (1930)
- Song of Soho (1930)
- Liliom (1930)
- Princess and the Plumber (1930)
- The Man Who Came Back (1931)
- Body and Soul (1931)
- Merely Mary Ann (1931)
- Heartbreak (1931)
- Delicious (1931)
- The Spare Room (1932)
- After Tomorrow (1932)
- The First Year (1932)
- Wild Girl (1932)
- Tess of the Storm Country (1932)
- The Stolen Necklace (1933)
- Aggie Appleby Maker of Men (1933)
- Girl Without a Room (1933)
- The Big Shakedown (1934)
- Change of Heart (1934)
- Trouble Ahead (1935)
- Forbidden Heaven (1935)
- Fighting Youth (1935)
- The Flying Doctor (1936)
- Moonlight Sonata (1937)
- Bombs Over London (1937)
- Flight to Fame (1938)
- Just Around the Corner (1938)
- Tail Spin (1939)
- The Deadly Game (1941)
- The Gosh-Darn Mortgage (1926)
- Hollywood Hobbies (1935)
- Screen Snapshots Series 15, No. 7 (1936)

- Biblioteca Nacional de España: XX5472437
- Bibliothèque nationale de France: cb141764079 (data)
- Gemeinsame Normdatei: 135899265
- International Standard Name Identifier: 0000 0001 2276 8633
- Library of Congress Control Number: n85199238
- Nationale Bibliotheek van Tsjechië: xx0186820
- Nationale Bibliotheek van Israël: 987007381021505171
- Nederlandse Thesaurus van Auteursnamen: 355092603
- SNAC: w6cm24zd
- Système universitaire de documentation: 143859617
- Virtual International Authority File: 14982727
- WorldCat: E39PBJcwxhPtqKhcB3xTmvXrv3